# Teresa María Manetti
Teresa María Manetti ( Florencia, 3 de marzo de 1846 - Ibidem 23 de abril de 1910 ) nacida como Teresa Adelaide Cesina Manetti, fue una monja católica italiana y fundadora de las Hermanas Carmelitas de Santa Teresa. Tomó el nombre de " Teresa María de la Cruz " cuando se convirtió en monja carmelita. 
El Papa Juan Pablo II aprobó un milagro atribuido a su intercesión el 16 de noviembre de 1985 y la beatificó el 19 de octubre de 1986.

## Vida
Teresa Maria Manetti nació el 3 de marzo de 1846 en Campi Bisenzio como hija de Salvatore Manetti y Rosa Bigagli. Su hermano era Adamo Raffaello. Manetti vivió su vida en un pequeño pueblo en las afueras de Florencia y su padre murió cuando ella tenía apenas tres años. Hizo su Primera Comunión el 8 de mayo de 1859.
A los dieciocho años — en el momento en que de pronto se dio cuenta de cuál era su vocación — reunió a un grupo de mujeres que eran todas maestras; el grupo pronto se vio expuesto a los escritos de Teresa de Ávila y pronto creció la devoción por ella. El 16 de julio de 1876 se incorporó a un grupo de terciarias carmelitas y asumió el nombre de "Teresa María de la Cruz"; se convirtió en miembro de los Carmelitas Descalzos el 12 de julio de 1888.
Después de esto, Manetti comenzó a establecer escuelas en las ciudades de los alrededores de Florencia, cada una con sus propios maestros carmelitas. La institución que ella fundó recibió la aprobación papal del Papa Pío X el 27 de febrero de 1904 como Carmelitas de Santa Teresa. Su misión era enseñar a los niños, con énfasis en los huérfanos.  
Las casas de enseñanzas para chicos sin hogar fueron creciendo con el tiempo, extendiéndose hasta Siria y Monte Carmelo en Palestina.
Manetti contrajo una enfermedad grave en 1908 que se intensificó hasta su muerte el 23 de abril de 1910. Sus restos fueron reubicados el 22 de abril de 1912.

## Beatificación
La causa de beatificación comenzó en Florencia en la década de 1930 a pesar de la apertura formal de la causa bajo el Papa Pío XII el 30 de julio de 1944. El Papa Pablo VI aprobó las conclusiones de la Congregación para las Causas de los Santos y aprobó el hecho de que ella había vivido una vida de virtud heroica. En consecuencia, el 23 de mayo de 1975 la declaró Venerable.
La ciudad Campi Bisenzio la proclamó Patrona en el año 1999.